# Comuna Krasnohirka, Ciudniv
Krasnohirka (în ucraineană Красногірська сільська рада) este o comună în raionul Ciudniv, regiunea Jîtomîr, Ucraina, formată din satele Dovbîși, Iosîpivka, Krasnohirka (reședința) și Krasnovolîțea.

## Demografie
Componența lingvistică a comunei Krasnohirka
     Ucraineană (99,27%)
     Alte limbi (0,58%)
Conform recensământului din 2001, majoritatea populației comunei Krasnohirka era vorbitoare de ucraineană (99,27%), existând în minoritate și vorbitori de alte limbi.